# Bishopsgate (stadion)
Het Bishopsgate, of Strokestown Road, is een multifunctioneel stadion in Longford, een stad in Ierland. Tot 2013 werd dit stadion Flancare Park genoemd en de bijnaam van het stadion is 'Flansiro'. In het stadion is plaats voor 6.850 toeschouwers. Het stadion werd gebouwd in 1924 en gerenoveerd in 2004. 
Het stadion wordt vooral gebruikt voor voetbalwedstrijden; de voetbalclub Longford Town maakt gebruik van dit stadion. In 2019 wordt van het voetbalstadion gebruik gemaakt voor het Europees kampioenschap voetbal mannen onder 17.
Dalymount Park (Bohemian FC) ·
Finn Park (Finn Harps FC) ·
Oriel Park (Dundalk FC) ·
Richmond Park (St. Patrick's Athletic FC) ·
Ryan McBride Brandywell Stadium (Derry City FC) ·
Showgrounds (Sligo Rovers FC) ·
Tallaght Stadium (Shamrock Rovers FC) ·
Tolka Park (Shelbourne FC) ·
Turners Cross (Cork City FC) ·
Waterford Regional Sports Centre (Waterford FC)
Athlone Town Stadium (Athlone Town FC) ·
Bishopsgate (Longford Town FC) ·
Carlisle Grounds (Bray Wanderers AFC) ·
Eamonn Deacy Park (Galway United FC) ·
Ferrycarrig Park (Wexford FC) ·
St. Colman's Park (Cobh Ramblers FC) ·
Stradbrook Road (Cabinteely FC) ·
Tallaght Stadium (Shamrock Rovers FC II) ·
UCD Bowl (University College Dublin AFC) ·
Head in the Game Park (Drogheda United FC) ·